# Cotton famine

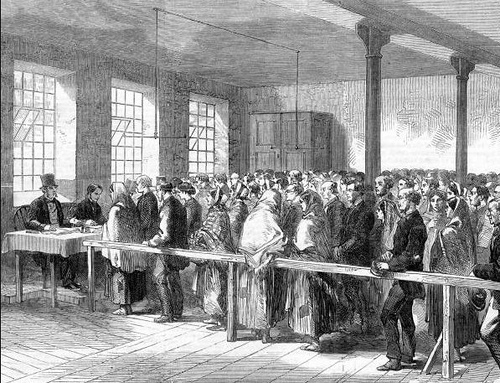
Illustrazione del 1862 che mostra le persone in coda per ritirare cibo e carbone presso un ufficio della Provident Society

La carestia del cotone del Lancashire, più nota coi nomi inglesi di Cotton Famine o Cotton Panic (1861–65), fu una depressione che colpì l'industria tessile nel territorio dell'Inghilterra nord-occidentale che portò ad una sovrapproduzione. Coincise con lo stop all'importazione del cotone dalle Americhe a causa della guerra civile americana.
Gli anni 1859 e 1860 avevano portato ad una sovrapproduzione di cotone. La situazione di crisi venne esacerbata dalla sovrabbondanza anche di cotone non lavorato nei magazzini e nei porti, fatto che causò inevitabilmente il collasso dei prezzi, con un consequenziale calo della domanda del cotone grezzo. Il prezzo del cotone grezzo incrementò notevolmente per la mancanza di importazioni e la presenza di grandi stock in magazzino. L'inaccessibilità delle fonti classiche per l'approvvigionamento del cotone e la difficoltà delle condizioni di commercio portarono ad un radicale cambiamento nel Lancashire, la regione inglese tradizionalmente più legata alla lavorazione del cotone in Europa. I proprietari delle principali fabbriche dell'area non acquistarono più gran quantità di cotone grezzo e molti lavoranti si ritrovarono senza impiego, impoverendo così una delle regioni più ricche del Regno Unito.
Comitati locali vennero organizzati per raccogliere denaro, come pure lo si fece a livello nazionale per venire incontro a coloro che avevano perso il lavoro, nella speranza che il mercato recuperasse velocemente. Col Public Works (Manufacturing Districts) Act 1864, lo stato riutilizzò i lavoratori a livello locale per la pulizia dei fiumi e dei corsi d'acqua, come pure per la pulizia di parchi e strade. Nel 1864, lentamente ma progressivamente, ripresero le importazioni di cotone ed le fabbriche ripresero il loro lavoro, ma ormai diverse migliaia di ex lavoratori nelle fabbriche erano emigrati verso altri centri di produzione.

## Antefatto
Gli anni '50 dell'Ottocento furono un periodo di crescita senza precedenti per l'industria cotoniera, in particolare nella regione inglese del Lancashire e del Derbyshire, oltre che nella parte nordorientale del Cheshire. Nella regione si era soliti lavorare il cotone grezzo proveniente dall'America, stamparlo e poi esportarlo nel mercato indiano. La popolazione disponeva di diversi mulini idraulici per la lavorazione del cotone ed in quel decennio, in particolare nel Lancashire, questi erano quasi raddoppiati di numero. Quando gli stati del sud degli Stati Uniti, schiavisti, chiesero la secessione dagli stati nordisti, venne a scoppiare la guerra civile americana nel 1861; questo fatto ebbe enormi ripercussioni sul mercato del cotone che era il principale prodotto importato in Inghilterra dagli stati del sud, dove il prezzo era basso dal momento che si serviva della manodopera schiavista. Gli stati sudisti, del resto, erano intenzionati con la mancata esportazione in Inghilterra a boicottare il principale centro commerciale degli Stati Uniti unionisti.
Nel 1860, nella sola regione del Lancashire vi erano 2650 mulini che davano impiego a 440.000 persone, di cui il 90% erano adulti ed il 56% erano donne. I mulini utilizzavano un'energia pari a 220.000 Watt di cui 18.500 Watt erano generati dalla forza motrice dall'acqua. I mulini mettevano in moto complessivamente 350.000 telai. L'industria inglese nella regione importava ogni anno 630.919.205 tonnellate di cotone grezzo all'anno, esportando un totale di 89.513.576 tonnellate di cotone lavorato. Il valore totale dell'esportato era di 32.000.000 di sterline.
|                      | Lancashire | Cheshire | Derbyshire |
| -------------------- | ---------- | -------- | ---------- |
| Mulini               | 1920       | 200      | 25         |
| Lavoratori impiegati | 310.000    | 38.000   | 12.000     |

| Paese             | Importazioni  |
| ----------------- | ------------- |
| Stati Uniti       | 1.115.890.608 |
| Indie orientali   | 204.141.168   |
| Indie occidentali | 1.630.784     |
| Brasile           | 17.286.864    |
| Altri             | 52.569.328    |

## Il primo anno della crisi
Quando si aprì la crisi della produzione, i prodotti non venduti vennero stipati nei magazzini di Bombay, in India; la produzione aveva ecceduto la domanda e i licenziamenti nel settore apparvero subito inevitabili. A fronte di queste problematiche, i mercanti americani cercarono di esportare il prima possibile il prodotto grezzo verso il mercato europeo e gran parte di questi prodotti raggiunse il mercato di Liverpool entro il 1861.
Si pensava inizialmente che la crisi fosse destinata a durare poco nel mercato inglese, ma col proseguire dell'emergenza si comprese l'esatto contrario. Dal dicembre del 1860 i prezzi salirono ulteriormente dal momento che i mercanti si misero a speculare sulla materia grezza. Dall'inizio del 1862, molti mulini vennero chiusi e i lavoratori licenziati; un terzo delle famiglie del Lancashire impiegate nell'industria cotoniera si trovarono senza un lavoro.

## Surat
Il Gossypium barbadense (noto anche come "stelo lungo") era un tipo di cotone che cresceva nelle isole al largo delle coste della Carolina negli Stati Uniti ed era il cotone della migliore qualità; esso era stato introdotto con successo anche in Egitto. Il cotone più comune, ad ogni modo, era il Gossypium hirsutum (o "stelo corto") americano che, pur essendo di qualità inferiore, si vendeva con maggiore facilità, in particolare per la produzione del calicò. Il Gossypium arboreum o "cotone di Surat" proveniente dall'India era utilizzato in mistura con altre fibre dal momento che si spezzava facilmente. Il cotone di Surat era trasportato in piccole balle che però contenevano piccole pietre ed altre impurità.
Quando la crisi interessò gli Stati Uniti, dunque, il primo mercato a risentirne fu proprio quello del prodotto finito che, inizialmente, venne prodotto con cotoni più scadenti e poi cessò la propria produzione quasi del tutto. Anche i più ricchi proprietari di mulini come Henry Houldsworth erano ad ogni modo fiduciosi che la crisi sarebbe durata poco, ed anzi sfruttarono l'occasione in molti casi per ingrandire i loro impianti come ad esempio quello di Houldsworth Mill che divenne il più grande mulino al mondo, in grado di muovere 138.000 telai contemporaneamente. Con la scarsità di cotone grezzo, ad ogni modo, i proprietari dei mulini vennero costretti a chiudere molte strutture ed aiutare finanziariamente i lavoratori, utilizzando cotone di qualità inferiore. Il cotone di Surat iniziò a non venire più esportato, ma utilizzato esclusivamente nel commercio interno dell'India Britannica. Vennero contemporaneamente fatti dei tentativi per introdurre il "gambo corto" nel Queensland ed in Nuova Zelanda, alla ricerca di nuovi terreni favorevoli.

## Le sofferenze
L'industria cotoniera si era altamente specializzata negli anni '60 dell'Ottocento e la carestia si rese perciò dipendente da diversi fattori. Alcuni villaggi erano sorti attorno a certi mulini e dipendevano esclusivamente dalle importazioni dall'America, mentre altri avevano a disposizione ancora del cotone egiziano. Alcuni mulini potevano essere adattati alla lavorazione di diverse tipologie di cotone, mentre altri non avevano questa possibilità.
Alcuni proprietari di mulini vecchio stampo affrontarono la questione in maniera particolarmente democratica: ad esempio, a Glossop, Lord Howard convocò una riunione con tutti i proprietari di mulini alle sue dipendenze, il clero e i residenti "rispettabili" delle comunità ove egli aveva dei possedimenti per affrontare la situazione tutti insieme. Vennero create localmente delle commissioni con lo scopo di fornire cibo, carbone e vestiti ai lavoranti rimasti senza impiego e senza stipendio. Lo stampatore di calicò Edmund Potter, prestò del denaro a propri lavoratori e Howard assunse alcuni lavoratori alle sue dirette dipendenze per impiegarli nelle sue tenute. Alcuni proprietari organizzarono delle scuole per i figli dei lavoratori, organizzarono concerti pubblici gratuiti e letture di storie e romanzi.
Alcuni mulini che vantavano una lunga tradizione cooperativa: i lavoratori di queste cooperative utilizzavano i loro guadagni per affittare gli spazi dei filatoi e comprare nuovi macchinari a credito; il cotone era a buon mercato ed il profitto ricavato veniva utilizzato per ripagare i debiti e diminuire così i rischi per le famiglie. Quando ad ogni modo il cotone diminuì, furono i primi ad andare in bancarotta. Essi non si ripresero nemmeno dopo la fine della crisi quando la richiesta di macchine avanzate e mulini più grandi richiesero pronti investimenti e denaro di cui essi non disponevano, lasciando campo alle compagnie più grandi e forti in questo mercato.

## Il panico
Alcuni lavoratori lasciarono il Lancashire alla volta delle industrie della lana dello Yorkshire. Un numero ridotto di mulini come il Crimble Mill di Heywood, furono in grado di convertirsi alla produzione di lavorati della lana, nella cardatura e nella tessitura di altre fibre. Le città di Stockport, Denton e Hyde si diversificarono ad esempio nella produzione di cappelli. Il borough del Tameside fu tra le aree più colpite dalla crisi, subendo una netta spopolazione tra il 1861 ed il 1871. Nel 1864 vi erano 2000 case vuote a Stockport e 686 a Glossop, assieme a 65 negozi vuoti e 15 birrerie abbandonate dai proprietari. L'esodo si diresse in gran parte verso New York, ma anche verso l'Australia e la Nuova Zelanda.

## Tentativi di ripresa

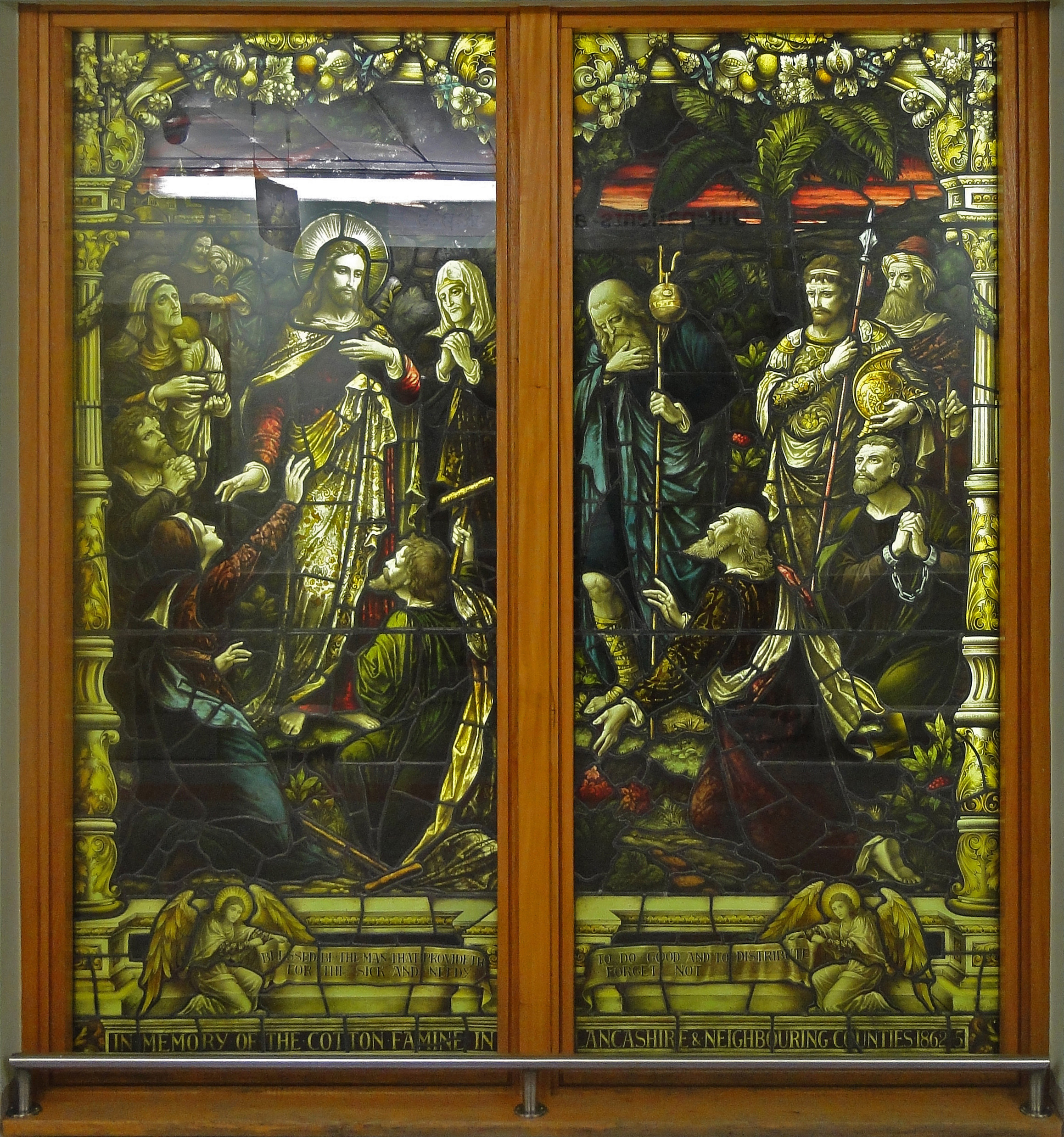
Vetrata istoriata commemorativa della cappella del North Manchester General Hospital, commissionata dalla Cotton Districts convalescent home di Southport, nel 1896

La ripresa, lenta e complessa, fu possibile seguendo i dettami del Poor Law Act elisabettiano del 1601, con l'impiego dei lavoratori presso le comunità locali, nelle cave di pietra, nelle miniere, ecc. Ad ogni modo molti lavoratori erano ammalati di bissinosi, una malattia della trachea dovuta alle lunghe esposizioni all'umidità e al caldo che si sviluppava nei mulini da cotone, oltre alla polvere stessa del cotone che intaccava le vie respiratorie a lungo andare.
Il Poor Law Amendment Act 1834 estese i poteri del Poor Law Act nelle comunità locali così che anche i comuni più piccoli potessero disporre di manodopera a basso costo, ma sufficiente a dare di che vivere agli operai reimpiegati nel sociale. Venne chiesto quindi ai poveri di fare ritorno alle loro città d'origine così da suddividere in maniera più equa la forza lavoro e le relative spese. Il deputato Charles Pelham Villiers fu tra i principali propugnatori delle nuove Poor Laws e venne costituita per iniziativa del parlamento una commissione apposita guidata da H. B. Farnell per indicare gli effetti della crisi nel Lancashire. Le parrocchie si occuparono localmente di realizzare delle scuole professionali impegnate nell'insegnare a leggere, a scrivere e a fare semplici conti oltre a promuovere lavori come la carpenteria, la produzione di scarpe e la sartoria.

## La rivolta di Stalybridge
Nell'inverno del 1862–1863 vi erano 7000 disoccupati nella sola città di Stalybridge, una delle città più colpite dalla crisi. Solo 5 dei 39 stabilimenti della città funzionavano a pieno regime, ma questi stessi stabilimenti dipendevano interamente da forniture esterne. Nell'anno 1863 si contarono 750 case vuote in città. Un migliaio di persone tra uomini e donne, ex lavoratori delle tessiture, avevano abbandonato la città in quello che divenne noto come The Panic (il panico). Nel 1863 la commissione dei poveri locale decise di sostituire le concessioni in denaro con ticket di fornitura. Questi biglietti dovevano essere presentati ai negozi locali per ottenere merci di prima necessità. Il 19 marzo di quello stesso anno un'adunata pubblica di disoccupati decise di opporsi all'uso dei ticket ed il 20 marzo vi fu una rivolta nelle strade con la richiesta di denaro, rompendo le vetrine dei negozi e saccheggiando i depositi. Verso sera, una compagni di ussari da Manchester; col Riot Act otto furono gli arrestati.
Il 21 marzo, i magistrati rilasciarono gran parte dei prigionieri ma altri 28 furono processati a Chester. Venne convocata una nuova riunione pubblica con la richiesta di "soldi e pane" e non "tickets". Ancora una volta venne inviata sul posto una compagnia di fanteria a baionette spianate contro i rivoltosi. Il 23 marzo scoppiarono nuove rivolte nelle città di Ashton, Hyde e Dukinfield. Quando finì infine la mobilitazione, il parlamentare John Cheetham si offrì di portare il caso in parlamento.

## Public Works Manufacturing Districts Act 1864

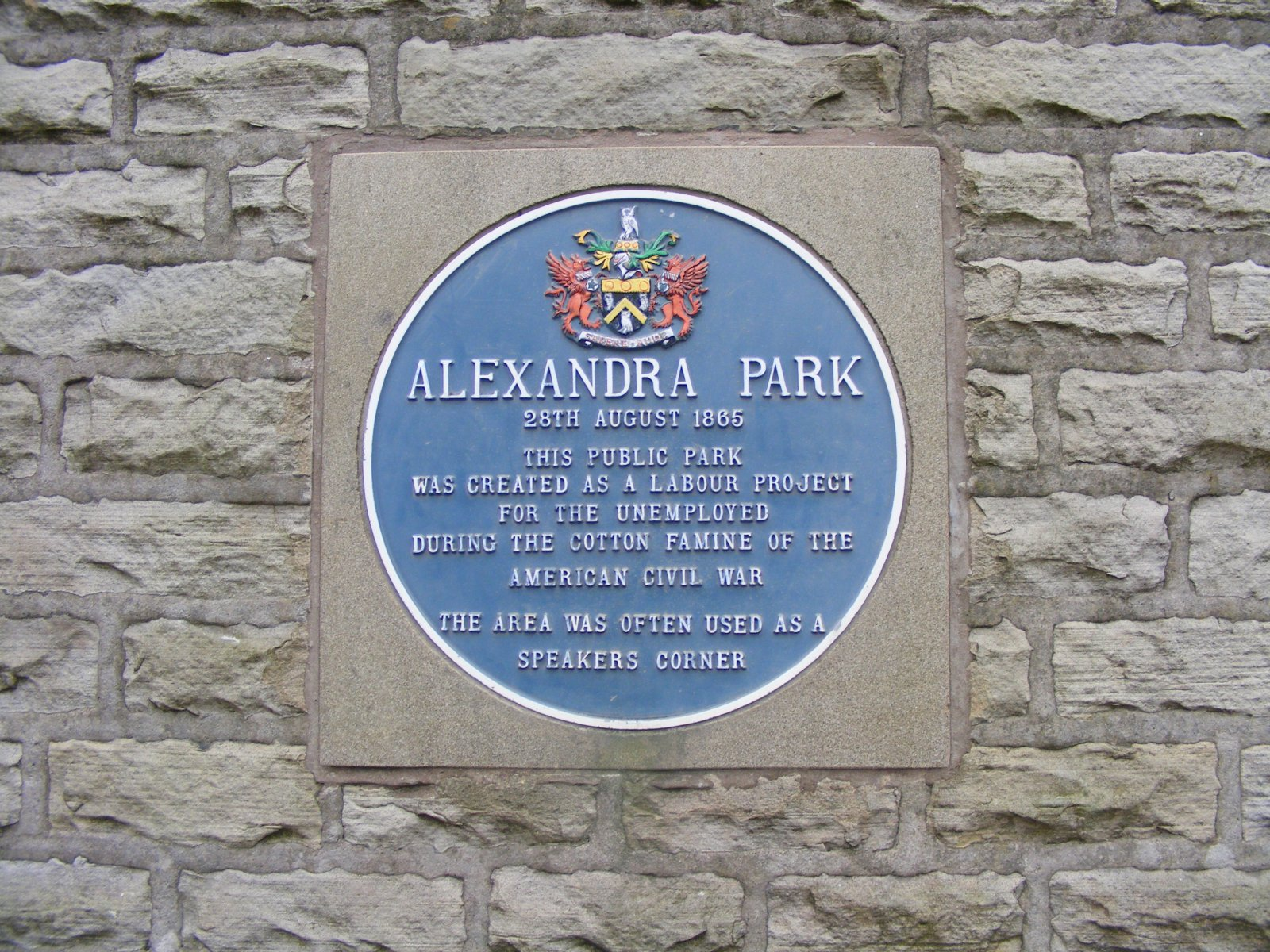
Una blue plaque all'Alexandra Park di Oldham per commemorarne la fondazione.

Nel marzo del 1863, erano circa 70.000 i disoccupati re-impiegati nel sociale dopo lo scoppio della crisi, mentre 25.000 erano le persone che ricevevano un sussidio senza lavorare. Secondo l'ideale vittoriano, ad ogni modo, quest'ultima categoria era considerata alla stregua degli sfaccendati e andava contro la morale del buon governo che voleva che tutti, in un modo o nell'altro, avessero un'occupazione attiva per non gravare sullo stato. Le autorità locali, per contro, avrebbero avuto modo di impiegare queste persone, ma non avevano il potere di pagarle. Il Public Works Manufacturing Districts Act 1864 venne approvato come legge il 2 luglio 1863 e permise alle autorità pubbliche locali di prendere a prestito denaro pubblico per risolvere il problema dei disoccupati a patto però che non venisse più utilizzato il sistema dei mulini cooperativi.
Nel Lancashire venne costituito l'Alexandra Park presso Oldham per impiegare i lavoratori in opere di riqualificazione di spazi e creare uno spazio usufruibile da tutti per il bene della comunità. Vennero scavati canali, puliti fiumi e costruite nuove strade come la Roley Moor presso Norden che divenne appunto nota col nome di "Cotton Famine Road".

## Il ritorno del cotone
Il ritorno all'industria del cotone fu particolarmente lento. La guerra civile americana terminò nell'aprile del 1865 e dall'agosto del 1864 erano già ripartiti i mercati interni. Gli impieghi tornarono nella norma.

## La politica
Gli stati confederati pensavano che le problematiche relative alla manifattura del cotone in Europa assieme al disgusto nei circoli europei per la cultura democratica yankee avrebbero portato l'Europa a interpellare gli stati unionisti affinché giungessero ad una pace coi confederati. Ad ogni modo, dopo che le forze dell'Unione ebbero respinto quelle della Confederazione nella battaglia di Antietam nel settembre del 1862, Lincoln emise la sua Emancipation Proclamation. La schiavitù era stata abolita nell'Impero Britannico con lo Slavery Abolition Act 1833 tre decenni prima della campagna abolizionista americana. Gli unionisti vedevano in questa mossa una possibilità di apertura nei confronti degli inglesi e del loro mercato commerciale e che questo avrebbe spinto gli inglesi a non intervenire a favore del sud nel conflitto. Ad ogni modo in Inghilterra il problema della guerra in America continuava ad essere visto come un problema meramente commerciale che stava solamente arrecando danni all'economia inglese.
Il 31 dicembre 1862, una riunione di lavoratori dell'industria cotoniera presso la camera di commercio di Manchester, si risolse a supportare l'Unione nella sua lotta contro la schiavitù. Il gruppo scrisse una lettera a nome del "popolo lavoratore di Manchester" al presidente americano Abraham Lincoln con queste parole:
(Public Meeting, Free Trade Hall, Manchester)
Il 19 gennaio 1863, Abraham Lincoln inviò una lettera di ringraziamento in risposta per il supporto ricevuto:
Per colpa di alcuni cittadini disonesti, la popolazione lavoratrice d'Europa è stata soggetta a pesanti punizioni. Non posso quindi non lodare la vostra decisiva perseveranza sulla questione e il sublime eroismo cristiano che negli anni non è venuto mai meno. E' invece la speranza ispiratrice che ci assicura di puntare al trionfo universale ed ultimo della giustizia, dell'umanità e della libertà.
Questo scambio di sentimenti lo voglio prendere come un augurio che, qualsiasi cosa succeda, qualsiasi sfortuna ci si trovi ad affrontare, la pace e l'amicizia che ora intercorrono tra le nostre due nazioni sia, come è mio desiderio fare, perpetua.»
(Abraham Lincoln)

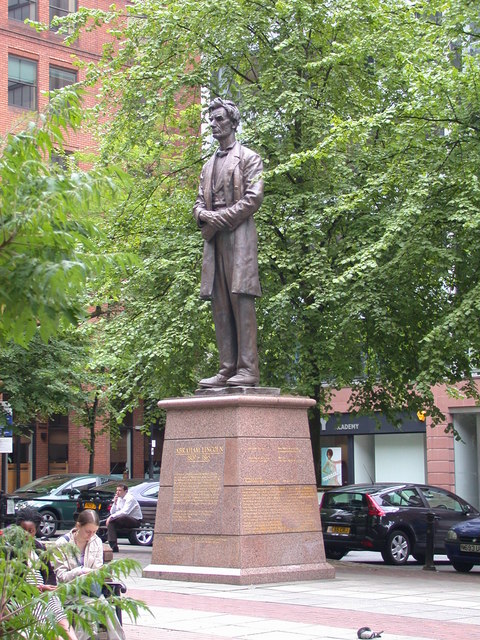
Statua di Abraham Lincoln a Manchester, Inghilterra

Presso Brazenose Street, nell'attuale Lincoln Square, a Manchester, venne eretto un monumento a Lincoln che ancora oggi riporta stralci delle due lettere per commemorare l'evento. La statua dedicata ad Abraham Lincoln venne realizzata da George Grey Barnard nel 1919.

## Effetti in altre parti del mondo
Per moderare gli effetti della crisi del cotone, gli inglesi cercarono di diversificare le loro fonti di provenienza del cotone, creando nuove aziende produttrici nell'India britannica, in Egitto e persino in Sicilia, dovunque il cotone crescesse, talvolta a scapito della locale produzione di cibo come si era soliti fare nei territori coloniali. Con la fine della guerra civile americana, queste fattorie di cotone divennero ridondanti nella loro produzione e portò a ulteriori momenti di crisi nei paesi ove erano state costruite.